# 29770 Timmpiper
29770 Timmpiper este un asteroid din centura principală de asteroizi.

## Descriere
29770 Timmpiper este un asteroid din centura principală de asteroizi. A fost descoperit pe 10 februarie 1999 la Socorro, New Mexico, în cadrul proiectului LINEAR. Asteroidul prezintă o orbită caracterizată de o semiaxă mare de 2,32 ua, o excentricitate de 0,15 și o înclinație de 6,9° în raport cu ecliptica.